# Robert Lucas (bluesmusiker)
Robert Lucas, född 25 juli 1962, död 23 november 2008, var en amerikansk bluesmusiker (munspel, gitarr, sång).
Lucas bildade i mitten av 1980-talet bandet Luke and the Locomotives, men fick sitt publika genombrott som soloartist i slutet av decenniet. Han spelade tillsammans med musiker som Big Joe Turner, Lowell Fulsom och Percy Mayfield och han utgav ett antal soloalbum innan han 1995 rekryterades till Canned Heat, vars frontfigur han var fram till millennieskiftet. Sommaren 1999 uppträdde han på Sweden Rock Festival tillsammans med Canned Heat, som han dock lämnade kort därefter. På hösten 2005 gjorde han på nytt comeback i gruppen, som under de följande åren turnerade i Europa, USA och Australien. I början av oktober 2008 lämnade han Canned Heat på nytt för att återuppta solokarriären.
Robert Lucas avled den 23 november 2008, 46 år gammal, i Long Beach, Kalifornien. Dödsorsaken uppgavs vara en drogöverdos. Utöver sina inspelningar med Canned Heat utgav Lucas följande sju soloalbum: Across The River (1989), Usin’ Man Blues (1990), Luke & The Locomotives (1991), Built For Comfort (1992), Layaway (1994), Robert Lucas (1996) och Completely Blue (1997).